# Leucobryum ballinense
Leucobryum ballinense är en bladmossart som beskrevs av Brotherus 1916. Leucobryum ballinense ingår i släktet Leucobryum och familjen Dicranaceae. Inga underarter finns listade i Catalogue of Life.